# Façades (album)
Façades is het derde studioalbum van Sad Café. De muziekgroep nam het album op in de Strawberry Studios North, met als muziekproducent en geluidstechnicus Eric Stewart achter de knoppen. De Strawberry Studios waren van 10cc, Stewart was de gitarist van die band. Emptiness werd opgenomen in Los Angeles, The Village Recorders en is door de band zelf geproduceerd. Het album verkocht goed in het Verenigd Koninkrijk, het stond 23 weken genoteerd in de albumlijst van de UK Singles Chart met een hoogste positie op plaats 8. Het werd het best verkochte album van Sad Café aldaar.
Het album bevat de beide hitjes die Sad Café in Nederland had: Every day hurts en My oh my. De andere singles Strange little girl en Nothing left Toulouse haalden de Nederlandse hitparades niet, wel de Britse.

## Musici
- Paul Young – zang, percussie
- Ian Wilson – gitaar, zang
- Ashley Mulford – gitaar, zang
- Vic Emerson – toetsinstrumenten
- John Stimpson – basgitaar, zang
- Dave Irving – slagwerk

Met
- Lenny – saxofoon

## Muziek
| Nr. | Titel                                           | Duur |
| --- | ----------------------------------------------- | ---- |
| 1.  | Take me to the future (Wilson, Young, Stimpson) | 4:05 |
| 2.  | Nothing left Toulouse (Young, Stimdon, Emerson) | 4:34 |
| 3.  | Every day hurts (Young, Stimpson, Emerson)      | 4:06 |
| 4.  | Strange little girl (Mulford)                   | 5:05 |
| 5.  | Crazy oyster (Young)                            | 4:27 |
| 6.  | Emptiness (Young, Mulford, Wilson)              | 3:14 |
| 7.  | Cottage love (Sad Café)                         | 3:16 |
| 8.  | Angel (Wilson)                                  | 3:46 |
| 9.  | Get me out of here (Young, Wilson)              | 3:52 |
| 10. | My oh my (Young, Emerson)                       | 4:42 |